# Chiesa dei Santi Giacomo e Filippo (Lavizzara)
La chiesa dei Santi Giacomo e Filippo è una chiesa parrocchiale situata a Menzonio, frazione di Lavizzara in Canton Ticino.

## Storia
Fu edificata nel 1506 e trasformata verso la fine del XVI secolo; il campanile è del 1644. Fu restaurata una prima volta nel 1905. 

## Descrizione
La chiesa ha una navata unica con coro quadrato. La facciata principale conserva gli affreschi raffiguranti i due Santi titolari dipinti nel 1874 da Giacomo Antonio Pedrazzi.
All'interno, il soffitto della navata presenta tre dipinti dello stesso autore. La parete del coro ha affreschi della fine del secolo XVI. L'altare maggiore in marmi policromi è della metà del XVIII secolo.
La cappella della Madonna del Carmine, eretta nel 1640, conserva stucchi della metà del XVII secolo, affreschi della stessa epoca di Giovanni Finale e una statua lignea della Madonna del XVII secolo. Nella cappella delle Stigmate, dell'inizio del XVIII secolo, sull'altare marmoreo del 1758 è collocata la tela con San Francesco d'Assisi di Luigi Faini, dell'inizio del XX secolo. Il fonte battesimale del XVI secolo; la cantoria è del 1901.